# لوبوس روب (لاعب هوكي جليد)
لوبوس روب (بالتشيكية: Luboš Rob)‏ هو لاعب هوكي جليد تشيكي، ولد في 18 أبريل 1995 في تشيسكي بوديوفيتسه في التشيك.

## وصلات خارجية
- لوبوس روب على موقع EliteProspects.com (الإنجليزية)
- لوبوس روب على موقع HockeyDB.com (الإنجليزية)